# شهرستان شمپین (ایلینوی)
شهرستان شمپین، ایلینوی (به انگلیسی: Champaign County) یک شهرستان در ایالات متحده آمریکا است که در ایلینوی واقع شده‌است. شهرستان شمپین ۲٬۵۸۴٫۸۲ کیلومتر مربع مساحت دارد.

## نگارخانه

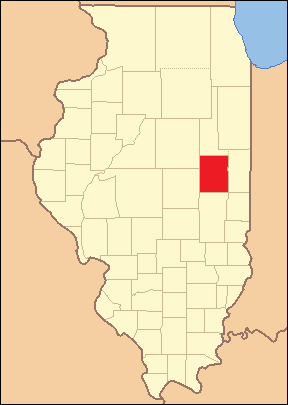
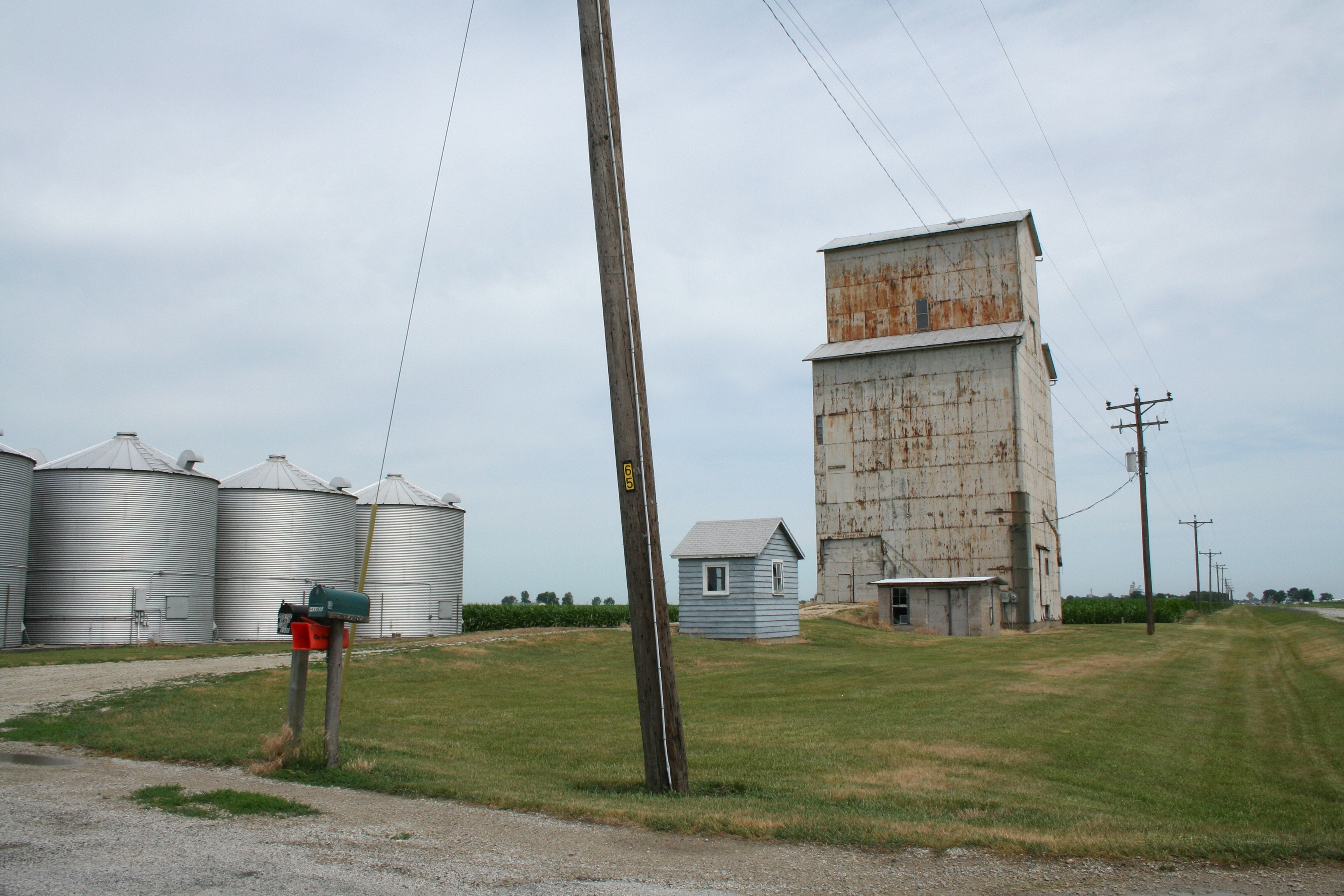